# 3731-es busz
A 3731-es jelzésű autóbuszvonal Miskolc, Gesztely, a Hernádnémeti-Bőcs vasútállomás és Tiszaújváros között húzódó regionális vonal, amelyet a Volánbusz Zrt. üzemeltet.

## Útvonala

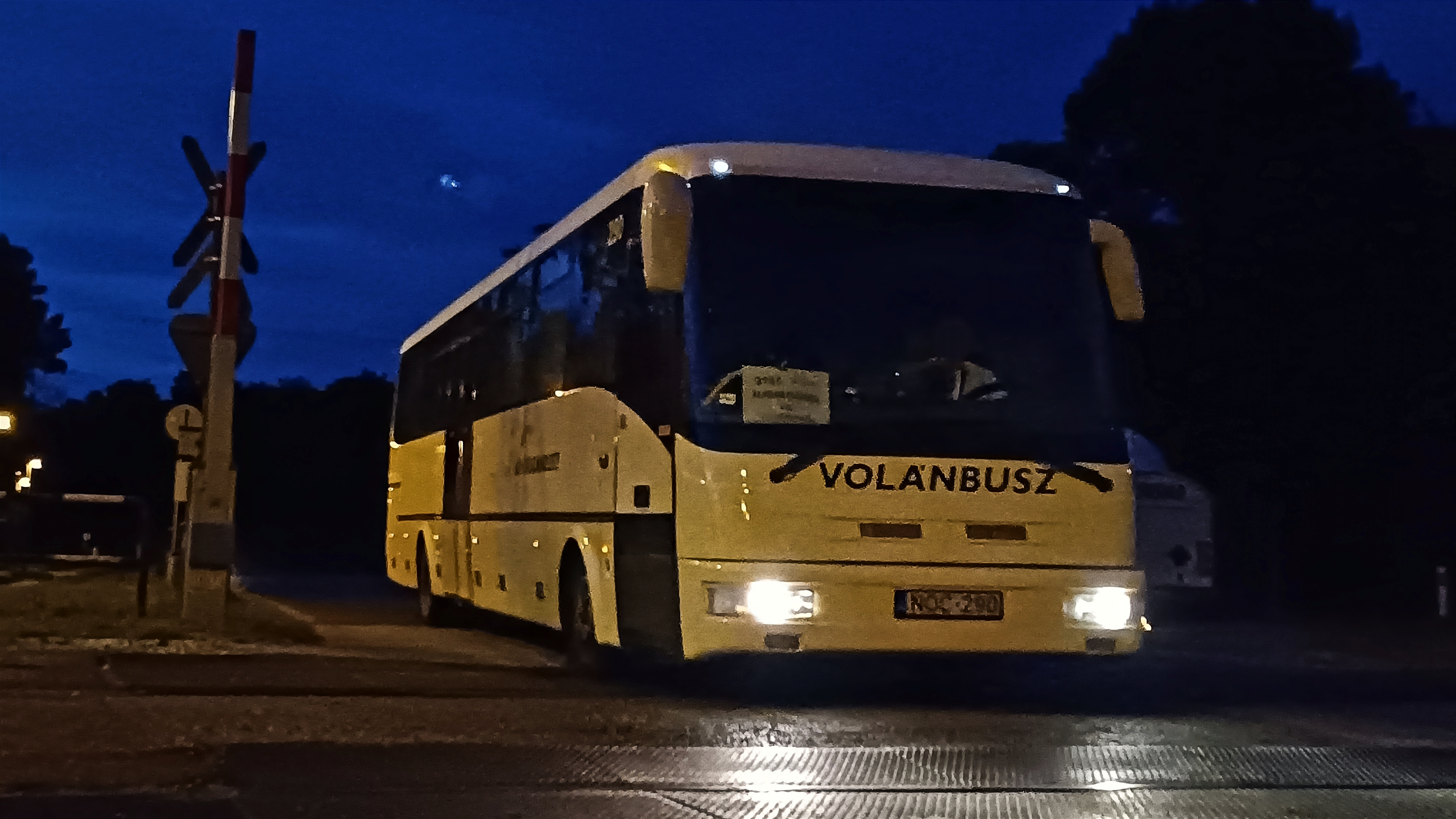
Műszakváltásra érkezik a Petrolkémiához

A miskolci autóbusz-állomásról indul. A 3-as főúton indul el Szikszó irányába a Zsolcai kapun keresztül, a Gömöri felüljárón, a miskolci Volán-telep, illetve a város tömegközlekedését lebonyolító Miskolc Városi Közlekedési Zrt. (MVK) járműtelepjének szomszédságában közlekedik, eközben a Sajó folyót keresztezi, illetve több bevásárlóközpont mellett vezet útja. Az M30-as autópálya alatt átmegy, majd elhagyja a megyeszékhelyet.
A miskolci agglomeráció egyik körforgalmas csomópontjából (ahonnan Arnót, Szikszó, Felsőzsolca belterülete és a 37-es főút érhető el) keleti irányban elhalad a 37-es főúton az Alsózsolcához tartozó ipari területek mellett. Az Északmagyarországi Regionális Vízművek Zrt. csúcsvízmű telepétől elérhető Belegrádra néhanapján busz kitérést tesz. A vonal 15. kilométerénél érkezik az első jelentős településeire, az egymással összenőtt Gesztelyre és Hernádkakra (a főút szeli ketté őket), előbbit több járat bejárja, némelyek ott is végállomásoznak, máskülönben utóbbiban folytatja útját. Hernádkak nyugati felén át közlekedik, mint ahogy a vele majdhogy összenőtt Hernádnémetiben is, az áthaladó főút helyett a buszok a kisebb forgalmú pontokban előszeretettel ingázik. A vonal 22. kilométerénél érkezik felezőpontjára, a Hernádnémeti-Bőcs vasútállomásra, a legtöbb szóló, illetve csuklós eddig közlekedik, ahol Szerencs és Miskolc felé többször is biztosított a csatlakozás.
Az állomás szomszédságában a Borsodi Sörgyár bőcsi üzeme található, ez mentén ér Bőcsre. A Hernád kanyarulatai között az egykori Belsőbőcs területére néhányszor kitér /Bőcs, Pást/, majd a falu József Attila útján át Berzékre megy át. Változatlanul a 3607-es mellékúton Sajóhídvég jön, kietnelebb tájakon Köröm a soron levő, utána Girincs, majd a Sajó partján Kiscsécs községek. Következőnek a 2018-ban nehezen megközelíthető Kesznyéten település található, mikoris a kesznyéteni Sajó-híd felújítás miatt teljes szélességében lezárt volt. A munkálatok idején először Tiszaújváros–Sajólád–Bőcs–Girincs–Kesznyéten útvonalon (3972), utána eggyel jobb helyzetet felállítva, Tiszaújváros–Muhi, pontonhíd–Köröm–Kesznyéten útvonalon (3992) közlekedtek az akkor még ÉMKK irányítása alatt álló autóbuszok.

A normális rend szerint a folyón is átsuhanva a járásközpont Tiszaújvárosba érkezik. Indításai vagy a helyi buszállomáson, vagy a MOL Petrolkémia melletti állomáson végállomásoznak.

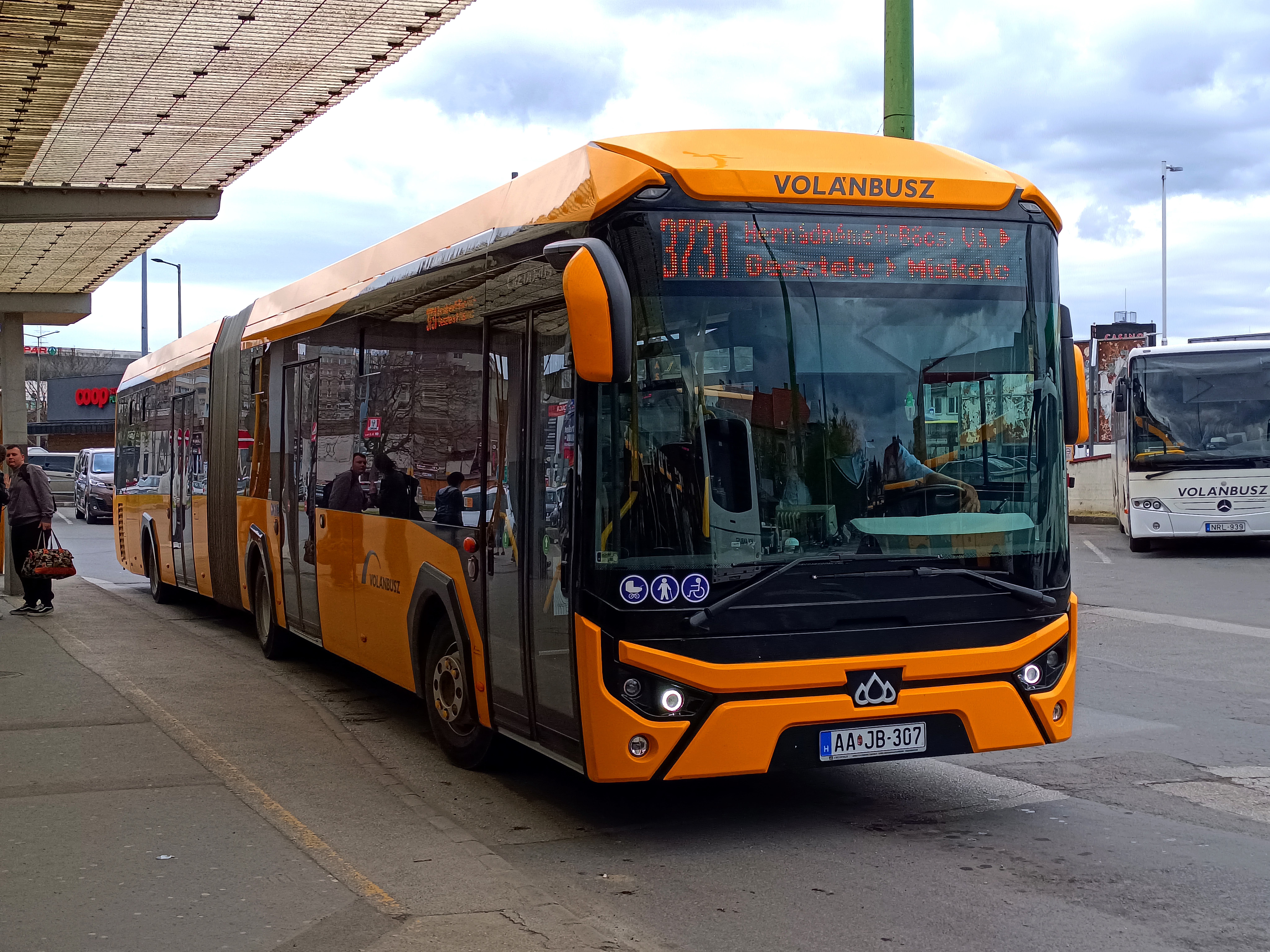
Csuklós járművek is közlekednek a vonalon

## Közlekedése
Indításszáma magas, a Miskolcot és Tiszaújvárost összekötő egyik autóbuszvonal (továbbiak: 3733, 3734, 3737, 3739, 3744, 3745, 3752), többféleképpen is megközelíthető az iparváros, azonban ez legnagyobb arányban nem közlekedik el eddig, erre a 3733-as és a 3785-ös buszvonalak szolgálnak.

### Csatlakozást biztosít
- Hernádnémeti-Bőcs vasútállomás – vasúti csatlakozás Miskolc és Szerencs felé/felől (80).

### Törzsjárművei
- az NZM-444 rendszámú Credo Econell 12 autóbusz.

| Viszonylat                                                | Indításszám       | Közlekedési rend          |
| --------------------------------------------------------- | ----------------- | ------------------------- |
| Miskolc, aut. áll. – Hernádnémeti, Rákóczi u. 208.        | 4 pár             | tanítási napokon          |
| Miskolc, aut. áll. – Hernádnémeti, Rákóczi u. 208.        | 4 oda, 3 vissza   | tanszünetben munkanapokon |
| Miskolc, aut. áll. – Hernádnémeti, Rákóczi u. 208.        | 2 pár             | hétvégén                  |
| Miskolc, aut. áll. – Hernádnémeti-Bőcs vá.                | 12 pár            | tanítási napokon          |
| Miskolc, aut. áll. – Hernádnémeti-Bőcs vá.                | 10 oda, 11 vissza | tanszünetben munkanapokon |
| Miskolc, aut. áll. – Hernádnémeti-Bőcs vá.                | 7 oda, 8 vissza   | szabadnapokon             |
| Miskolc, aut. áll. – Hernádnémeti-Bőcs vá.                | 3 pár             | munkaszüneti napokon      |
| Miskolc, aut. áll. – Kesznyéten, templom                  | 3 oda, 1 vissza   | munkanapokon              |
| Miskolc, aut. áll. – Kesznyéten, templom                  | 4 oda, 2 vissza   | hétvégén                  |
| Miskolc, aut. áll. – Tiszaújváros, aut. áll.              | 2 pár             | munkanapokon              |
| Miskolc, aut. áll. – Tiszaújváros, aut. áll.              | 1 oda             | szabadnapokon             |
| Miskolc, aut. áll. – Tiszaújváros, aut. áll.              | 1 pár             | munkaszüneti napokon      |
| Miskolc, aut. áll. – Tiszaújváros, MOL aut. vt.           | 1 pár             | munkanapokon              |
| Miskolc, aut. áll. – Tiszaújváros, MOL aut. vt.           | 1 oda             | szabadnapokon             |
| Miskolc, aut. áll. – Tiszaújváros, MOL aut. vt.           | 2 vissza          | munkaszüneti napokon      |
| Gesztely, aut. ford. – Hernádnémeti-Bőcs vá.              | 1 pár             | tanítási napokon          |
| Gesztely, aut. ford. – Hernádnémeti-Bőcs vá.              | 2 oda             | tanszünetben munkanapokon |
| Gesztely, aut. ford. – Hernádnémeti-Bőcs vá.              | 1 vissza          | hétvégén                  |
| Hernádnémeti-Bőcs vá. ➝ Tiszaújváros, aut. áll.           | 1 oda             | munkanapokon              |
| Hernádnémeti-Bőcs vá. ➝ Tiszaújváros, MOL aut. vt.        | 1 oda             | naponta                   |
| Bőcs, isk. – Tiszaújváros, MOL aut. vt.                   | 1 pár             | munkanapokon              |
| Bőcs, isk. – Tiszaújváros, MOL aut. vt.                   | 1 oda, 2 vissza   | szabadnapokon             |
| Bőcs, isk. – Tiszaújváros, MOL aut. vt.                   | 1 pár             | munkaszüneti napokon      |
| Bőcs, Pást ➝ Miskolc, aut. áll.                           | 1 oda             | tanszünetben munkanapokon |
| Hernádnémeti-Bőcs vá. ➝ Hernádnémeti, Vörösmarty u. ford. | 1 oda             | szabadnapokon             |
| Hernádnémeti, Vörösmarty u. ford. ➝ Miskolc, aut. áll.    | 1 oda             | tanítási napokon          |

## Megállóhelyei
| 0 | Miskolc, autóbusz-állomás végállomás                       | 0.0 km  | 1, 1G, 3, 3A, 4, 7, 11, 12G, 20, 20A, 24, 28, 32, 34G, 35, 43, 44, 45, 101B, 900, 914, 935 1050, 1053, 1369, 1370, 1372, 1373, 1374, 1375, 1376, 1377, 1380, 1381, 1383, 1384, 1410, 1411 3700, 3701, 3702, 3703, 3704, 3705, 3706, 3707, 3708, 3709, 3710, 3711, 3712, 3714, 3715, 3716, 3717, 3718, 3719, 3720, 3721, 3722, 3723, 3724, 3726, 3727, 3728, 3729, 3730, 3733, 3734, 3735, 3736, 3737, 3738, 3739, 3740, 3741, 3742, 3743, 3744, 3745, 3746, 3747, 3748, 3749, 3750, 3751, 3752, 3753, 3754, 3755, 3757, 3760, 3761, 3764, 3765, 3766, 3767, 3770, 3772, 3773, 3774, 3775, 3776, 3777, 4019 |
| 1 | Miskolc, Baross Gábor utca                                 | 1.5 km  | 7, 8 3706, 3710, 3712, 3715, 3716, 3717, 3718, 3719, 3720, 3721, 3722, 3723, 3724, 3726, 3727, 3728, 3729, 3730, 3733, 3734, 3735, 3736, 3737 |
| 2 | Miskolc, Szondi György utca                                | 2.0 km  | 1, 1G, 3A, 7, 8, 12G, 14G, 20, 21, 21G, 30, 31, 32, 34G, 35, 35G, 101B, 900, 901, 935, Auchan 1 3706, 3710, 3712, 3715, 3716, 3717, 3718, 3719, 3720, 3721, 3722, 3723, 3724, 3726, 3727, 3728, 3729, 3730, 3733, 3734, 3735, 3736, 3737 |
| 3 | Miskolc, Fonoda utca                                       | 2.3 km  | 7 3706, 3710, 3712, 3715, 3716, 3717, 3718, 3719, 3720, 3721, 3722, 3723, 3724, 3726, 3727, 3728, 3729, 3730, 3733, 3734, 3735, 3736, 3737 |
| 4 | Miskolc, Metro áruház                                      | 3.3 km  | 7 3706, 3710, 3712, 3715, 3716, 3717, 3718, 3719, 3720, 3721, 3722, 3723, 3724, 3726, 3727, 3728, 3729, 3730, 3733, 3734, 3735, 3736, 3737 |
| 5 | Miskolc, Auchan áruház                                     | 3.8 km  | 7, Auchan 1 3706, 3710, 3712, 3715, 3716, 3717, 3718, 3719, 3720, 3721, 3722, 3723, 3724, 3726, 3727, 3728, 3729, 3730, 3733, 3734, 3735, 3736, 3737 |
| 6 | Felsőzsolca bejárati út                                    | 6.3 km  | 3724, 3726, 3727, 3729, 3730 |
| 7 | Felsőzsolca, gyümölcsös                                    | 7.2 km  | 3726, 3727, 3730 |
| 8 | Csavaripari elágazás                                       | 10.4 km | 3726, 3727, 3729, 3730 |
| 9 | Keleti Csúcsvízmű                                          | 12.5 km | 3726, 3727, 3729, 3730 |
| Tanítási napokon 4; tanszünetben munkanapokon 3 alkalommal érintett.                                          |                                                            |         | |
| ∫ | Hernádkak (Belegrád), autóbusz-forduló                     | ∫       | 3726, 3730 |
| 9 | Keleti Csúcsvízmű                                          | 12.5 km | 3726, 3727, 3729, 3730 |
| ∫ | Hernádkaki elágazás (↑)                                    | ∫       | 3726, 3727, 3729, 3730 |
| Munkanapokon 9; szabadnapokon 7; munkaszüneti napokon 3 alkalommal érintett.                                  |                                                            |         | |
| ∫ | Gesztely, Attila utca                                      | ∫       | 3726, 3727, 3729, 3730 |
| ∫ | Gesztely, Petőfi utca 12.                                  | ∫       | 3726, 3727, 3730 |
| ∫ | Gesztely, autóbusz-forduló vonalközi végállomás            | ∫       | 3726, 3727, 3730 |
| ∫ | Gesztely, Petőfi utca 12.                                  | ∫       | 3726, 3727, 3730 |
| ∫ | Gesztely, Attila utca                                      | ∫       | 3726, 3727, 3729, 3730 |
| 10 | Hernádkak, Széchenyi utca                                  | 14.9 km | 3726, 3727, 3729, 3730 |
| 11 | Hernádkak, Béke tér                                        | 15.8 km | 3726, 3727, 3730 |
| 12 | Hernádkak, Kossuth út 5.                                   | 16.4 km | 3726, 3727, 3730 |
| Tanítási napokon 1; szabadnapokon 1 alkalommal érintett.                                                      |                                                            |         | |
| ∫ | Hernádnémeti, Vörösmarty utca forduló vonalközi végállomás | ∫       | |
| 13 | Hernádnémeti, Vörösmarty utca                              | 17.7 km | 3727 |
| 14 | Hernádnémeti, Kossuth utca                                 | 18.7 km | 3727 |
| 15 | Hernádnémeti, Bajcsy-Zsilinszky utca                       | 19.3 km | 3727 |
| 16 | Hernádnémeti, iskola                                       | 19.8 km | 3727 |
| 17 | Hernádnémeti, Rákóczi utca 208.                            | 20.6 km | 3727 |
| Munkanapokon 2; szabadnapokon 1 alkalommal nem érintett.                                                      |                                                            |         | |
| 18 | Hernádnémeti-Bőcs vasútállomás vonalközi végállomás        | 22.1 km | 3733, 3785 személyvonat – Hernádnémeti-Bőcs [80.] |
| 19 | Bőcs, sörgyár                                              | 22.7 km | 3733, 3785 |
| 20 | Bőcs, sörgyári lakótelep                                   | 23.8 km | 3733, 3785 |
| Tanítási napokon 5; tanszünetben munkanapokon 6; szabadnapokon 4; munkaszüneti napokon 6 alkalommal érintett. |                                                            |         | |
| ∫ | Bőcs, ABC áruház                                           | ∫       | 3733, 3785 |
| ∫ | Bőcs, Rákóczi utca 2.                                      | ∫       | 3733, 3785 |
| ∫ | Bőcs, községháza                                           | ∫       | 3733, 3785 |
| ∫ | Bőcs, Hősök utca                                           | ∫       | 3733, 3785 |
| ∫ | Bőcs, Pást vonalközi végállomás                            | ∫       | 3733, 3785 |
| ∫ | Bőcs, Hősök utca                                           | ∫       | 3733, 3785 |
| ∫ | Bőcs, községháza                                           | ∫       | 3733, 3785 |
| ∫ | Bőcs, Rákóczi utca 2.                                      | ∫       | 3733, 3785 |
| ∫ | Bőcs, ABC áruház                                           | ∫       | 3733, 3785 |
| 21 | Bőcs, iskola vonalközi végállomás                          | 24.5 km | 3733, 3785 |
| 22 | Bőcs, Jószef Attila utca 38.                               | 24.9 km | 3733, 3785 |
| 23 | Berzék, Rákóczi utca 3.                                    | 25.7 km | 3733, 3785 |
| 24 | Berzék, Esze Tamás utca                                    | 26.2 km | 3733, 3785 |
| 25 | Berzék, Perczel Mór utca                                   | 26.8 km | 3733, 3785 |
| 26 | Sajóhídvég, újtelep                                        | 28.5 km | 3733, 3785 |
| 27 | Sajóhídvég, faluház                                        | 28.9 km | 3733, 3785 |
| 28 | Sajóhídvég, Petőfi utca                                    | 29.3 km | 3733, 3785 |
| 29 | Köröm, községháza                                          | 30.9 km | 3733, 3785 |
| 30 | Köröm, tiszalúci útelágazás                                | 31.2 km | 3733, 3785 |
| 31 | Girincs, Rózsa utca                                        | 33.6 km | 3733, 3785, 3974 |
| 32 | Girincs, bolt                                              | 34.0 km | 3733, 3785, 3974 |
| 33 | Girincs, Kossuth utca 2.                                   | 34.4 km | 3733, 3785, 3974 |
| 34 | Kiscsécs, autóbusz-váróterem                               | 36.1 km | 3733, 3785, 3974 |
| 35 | Kesznyéten, Rákóczi utca                                   | 38.1 km | 3733, 3785, 3974 |
| 36 | Kesznyéten, Dózsa György utca                              | 38.7 km | 3733, 3785, 3974 |
| 37 | Kesznyéten, Táncsics utca                                  | 39.1 km | 3733, 3785, 3974 |
| 38 | Kesznyéten, templom vonalközi végállomás                   | 39.8 km | 3733, 3785, 3974 |
| 39 | Tiszaújváros, autóbusz-állomás vonalközi végállomás        | 46.4 km | 1, 1A, 2, 3 1055 1369, 1370, 1372, 1373, 1374, 1410, 1426, 1427 3733, 3737, 3739, 3744, 3745, 3752, 3952, 3960, 3963, 3965, 3966, 3967, 3968, 3969, 3970, 3971, 3974, 3975, 4008, 4009, 4240, 4241, 4484 |
| 40 | Tiszaújváros, művelődési ház                               | 47.2 km | 2, 3 3733, 3739, 3744, 3745, 3952, 3960, 3963, 3965, 3966, 3968, 3970, 3971, 3975, 4008, 4240, 4241, 4484 |
| 41 | Tiszaújváros, bejárati út                                  | 47.6 km | 2 1369, 1370, 1372, 1410, 1426, 1427, 1450 3733, 3737, 3739, 3744, 3745, 3952, 3960, 3963, 3964, 3965, 3966, 3968, 3970, 3971, 3975, 4008, 4240, 4241, 4484 |
| 42 | Tiszaújváros, MOL autóbusz-váróterem végállomás            | 48.8 km | 1450 3733, 3737, 3745, 3952, 3960, 3963, 3964, 3965, 3966, 3968, 3970, 3971, 3975, 4008, 4240, 4484 |